# ふくろう座

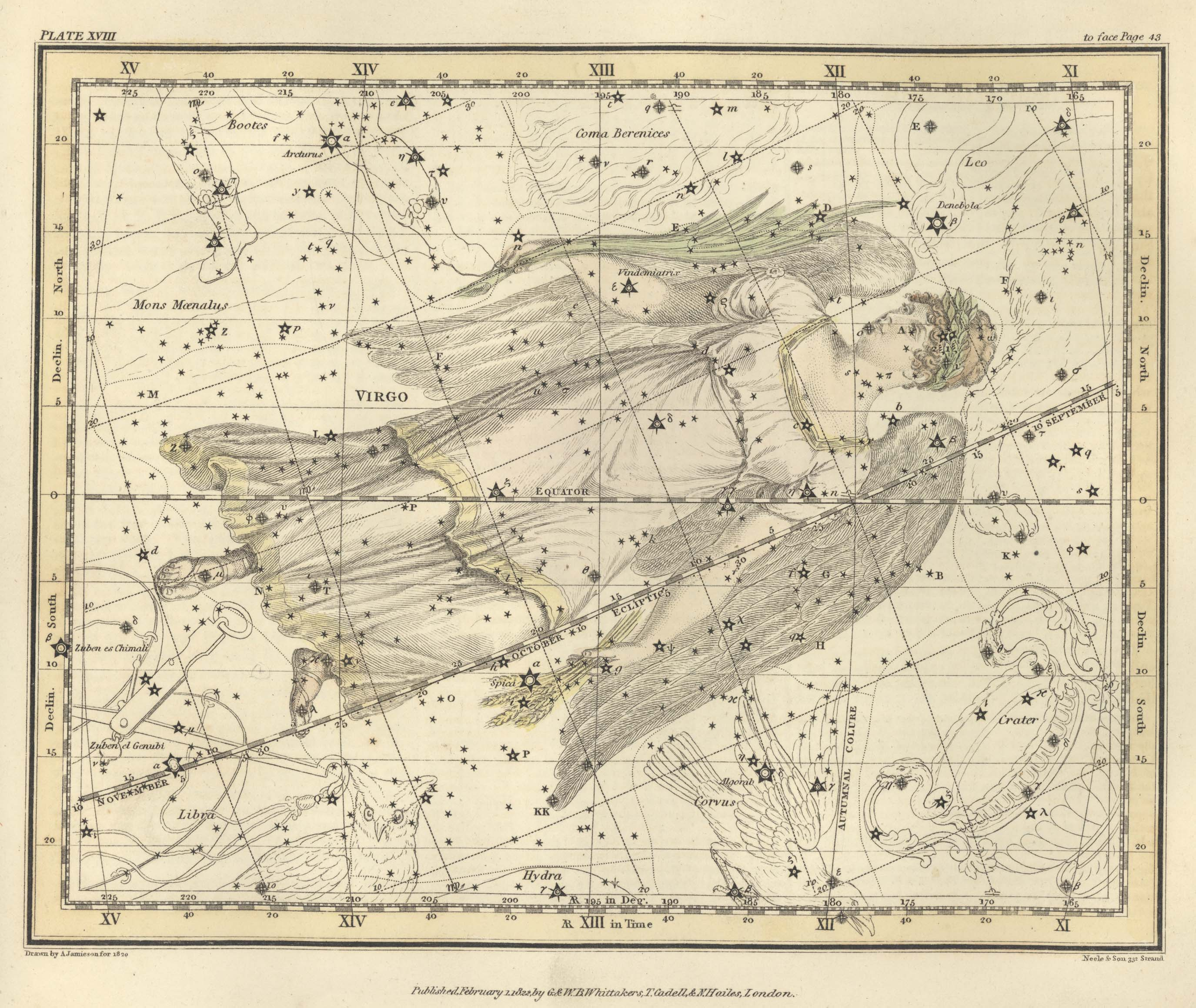
『ジェミーソン星図』のおとめ座の近傍図、左下端にふくろう座

ふくろう座（ふくろうざ、梟座、Noctua）は、スコットランド生まれの著述家アレクサンダー・ジェイミソンが1822年に出版したジェミーソン星図（英語: A Celestial Atlas）の中で、うみへび座の尻尾とてんびん座の間に設けた星座。現在の88星座には含まれていない。
既に同じ領域に、1776年にはピエール・シャルル・ルモニエがつぐみ座を、1802年にはトーマス・ヤングが「きつつき座」を設定していた。いずれも現在は使われていない。